# دوشیزه جهان ۲۰۱۰
دوشیزه جهان ۲۰۱۴ (انگلیسی: Miss Universe 2014)                                                  
؛۵۹مین دوره دوشیزه جهان بود، که در ۲۳ اوت ۲۰۱۰ در مرکز مندلی بی، لاس وگاس، ایالات متحده آمریکا برگزار شد. خیمنا ناوارته از مکزیک توانست برنده این رویداد شود.